# Tôn Truyền Đình
Tôn Truyền Đình (tiếng Trung: 孫傳庭; bính âm: Sūn Chuántíng; 1 tháng 1 năm 1593 – 3 tháng 11 năm 1643), tự là Bá Nhã, người huyện Đại tỉnh Sơn Tây, là tướng lĩnh và quan lại thời Minh mạt, giữ chức Binh bộ Thượng thư, Tổng đốc Thiểm Tây. Ông đã chỉ huy 10 vạn quân Minh chống lại 70 vạn quân của Lý Tự Thành. Ông đã bị đánh bại, và hi sinh trong trận Đồng Quan (1643).
Tôn Truyền Đình đỗ tiến sĩ vào năm Vạn Lịch thứ 47 (1619). Đến năm Sùng Trinh thứ 8 (1635), ông được bổ nhiệm làm Tổng đốc Thiểm Tây phụ trách trấn áp phản loạn. Sau các đợt trấn áp không thành của triều đình đối với quân khởi nghĩa ở Hà Nam, Tôn Truyền Đình được cử làm Tổng đốc Sơn Đông và Bắc Trực Lệ, tuy nhiên đến năm Sùng Trinh thứ 11 (1639) quân khởi nghĩa chiếm được thủ phủ Tế An, Tôn bị triều đình cách chức tống vào ngục. Dù vậy, đến năm 1642, Tôn được thả khỏi ngục và được chỉ định làm Binh bộ Thị lang, chịu trách nhiệm giải vây cho thành Khai Phong lúc này đang bị quân Lý Tự Thành bao vây. Sau đó Tôn Truyền Đình được cử làm tổng đốc Thiểm Tây. Bất chấp chênh lệch về số lượng và quân đội được điều động chưa được huấn luyện kỹ càng, Tôn bị buộc phải dẫn quân tử chiến với Lý Tự Thành dù biết rằng đây là cuộc tấn công tự sát. Sau một vài nỗ lực thành công ban đầu, quân triều đình dưới sự chỉ huy của Tôn tại Thiểm Tây rơi vào tình trạng thiếu lương thực và nhanh chóng bị cô lập. Quân đội vốn bị điều động vội vã và thiếu kinh nghiệm chiến đấu nhanh chóng bị đập tan. Đến đầu tháng 11 năm Sùng Trinh thứ 16 (1643), Tôn Truyền Đình dẫn tàn quân đến thành Đồng Quan tử chiến với Lý Tự Thành và hi sinh tại đây.

## Trong văn hóa đại chúng
Tôn Truyền Đình được diễn viên Đái Lập Nhẫn thủ vai trong bộ phim lịch sử Đại Minh Kiếp (Tiếng Trung:大明劫) của Trung Quốc vào năm 2013.